# Johnny Almond

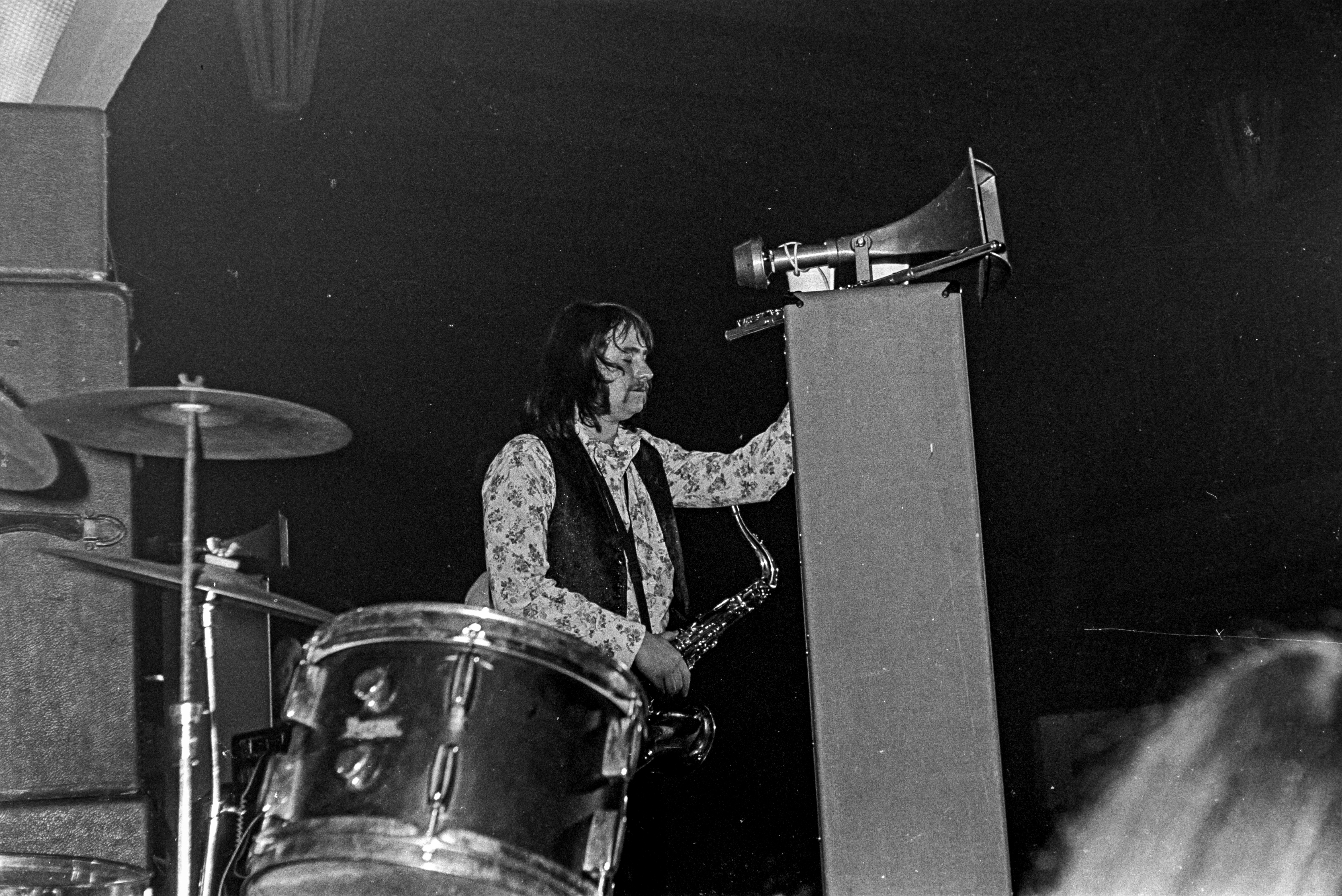
Johnny Almond, Hannover, Niedersachsenhalle (Januar 1970)

Johnny Almond (* 20. Juli 1946 im London Borough of Enfield, Middlesex, England; † 18. November 2009, in Hayward (Kalifornien)) war ein britischer Multiinstrumentalist, der durch seine Bandmitgliedschaft bei John Mayall und Mark-Almond bekannt war, wo er unter anderem Baritonsaxophon, Tenorsaxophon, Altsaxophon, Sopransaxophon, Querflöte, Altflöte, Bassflöte, Hammondorgel und Vibrafon gespielt hat.

## Leben und Werk

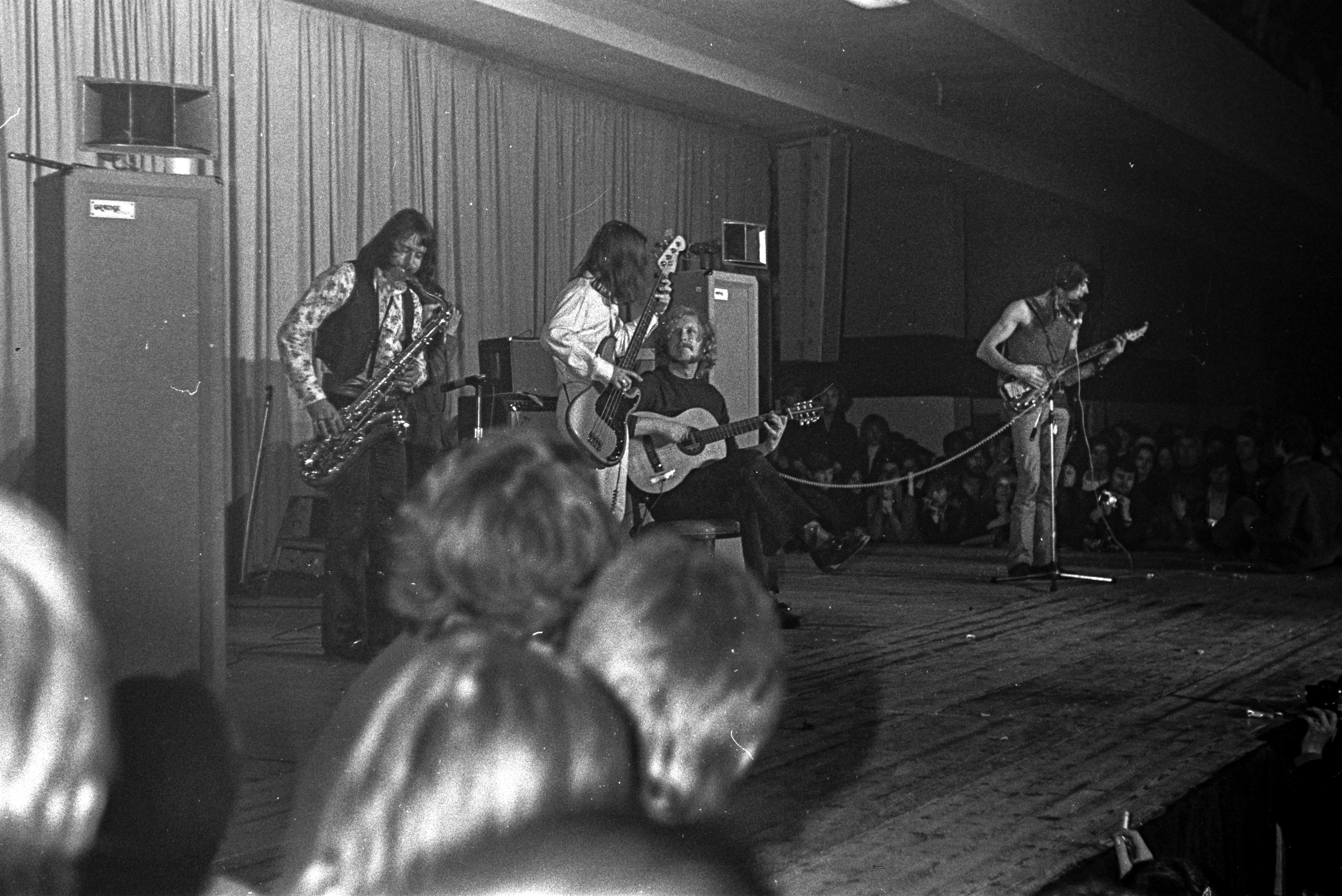
Saxofonist Johnny Almond (mit Jon Mark (sitzend) am 12. Januar 1970 in der Niedersachsenhalle, Hannover)

Als Sohn eines Schlagzeugers wurde Johnny Almond von den Musikvorlieben seines Vaters (1940er-Jahre-Jazz von Benny Goodman und Woody Herman) beeinflusst. Seine eigene Musikausbildung begann Almond mit Altsaxophon, später folgten Tenorsaxophon, Flöte, Keyboards, Vibraphon als weitere Instrumente.
Im Bereich der Jazz-Musik schätzte Almond vor allem Modern Jazz sowie die Musiker Eddie Lockjaw Davis, Yusef Laatef, Roland Kirk und Woody Herman. Schon als Halbwüchsiger gründete Almond eine eigene Jazzband. Später spielte er rund ein Jahr mit Tony Knights Chess Men, bevor er erste Erfahrungen mit dem Rock ’n’ Roll in Zoot Money’s Big Roll Band sammelte. 1968 wechselte Almond zum Alan Price Set und 1969 zu John Mayall. Im selben Jahr gründete er die "Johnny Almond Music Machine" mit der er 1969 die Alben Patent Pending und "Hollywood Blues" einspielte, deren späte Wiederveröffentlichung (auf CD) besonders in Europa und Japan wahrgenommen wurden.
Auf Patent Pending wird Almond von Geoff Condon, Jimmy Crawford, Steve Hammond, Roger Sutton und Johnny Wiggins begleitet. Auf dem Folgealbum "Hollywood Blues" spielt er gemeinsam mit Curtis Amy, Hadley Caliman, Joe Harris, Charles Kynard, Ray Neapolitan, Joe Pass, Earl Palmer und Vi Redd.
Anfang der 1970er Jahre gründete er mit Jon Mark, der gemeinsam mit ihm Teil von Mayalls erfolgreichem und stilbildenden Turning Point-Quartett war, die Folk-Rock-Jazz-Band Mark-Almond, die bis Anfang der 1980er acht Alben veröffentlicht hat. Zuletzt arbeitete Almond im Raum San Francisco als Session-Musiker und Musiklehrer.

## Diskografie

### Als Bandmitglied von Zoot Money’s Big Roll Band
- 1965: It Should've Been Me (1965)
- 1966: Zoot (Live At Klook's Kleek) (1966)

### Als Bandmitglied des Alan Price Sets
- 1966: The Price to Play - Decca 1966
- 1967: A Price on His Head - Decca 1967

### Als Bandmitglied bei John Mayall
- 1969: The Turning Point
- 1969: Empty Rooms

### The Johnny Almond Music Machine
- 1969: Patent pending
- 1970: Hollywood Blues

### Als Bandmitglied bei Mark-Almond
- 1971: Mark-Almond
- 1972: Mark-Almond II
- 1972: Rising
- 1973: 73
- 1976: To the Heart
- 1978: Other Peoples Rooms
- 1980: Tuesday in New York
- 1981: Best of … Live (DLP)
- 1996: Night Music

### Als Gastmusiker (Auswahl)
- John Mayall's Blues Breakers with Eric Clapton (1966)
- John Mayall's Blues Breakers: A Hard Road (1967)
- Chicken Shack: 40 Blue Fingers (1968)
- Fleetwood Mac: Mr. Wonderful (1968)
- Chicken Shack: O.K. Ken? (1969)
- John Mayall: Looking Back (1969)
- Martha Velez: Fiends and Angels (1969)
- Keef Hartley: Overdog (1971)
- Roger Morris: First Album (1972)
- Champion Jack Dupree: The Complete Blue Horizon Sessions
- Shawn Phillips: Spaced (1977)